# أوامر عليا

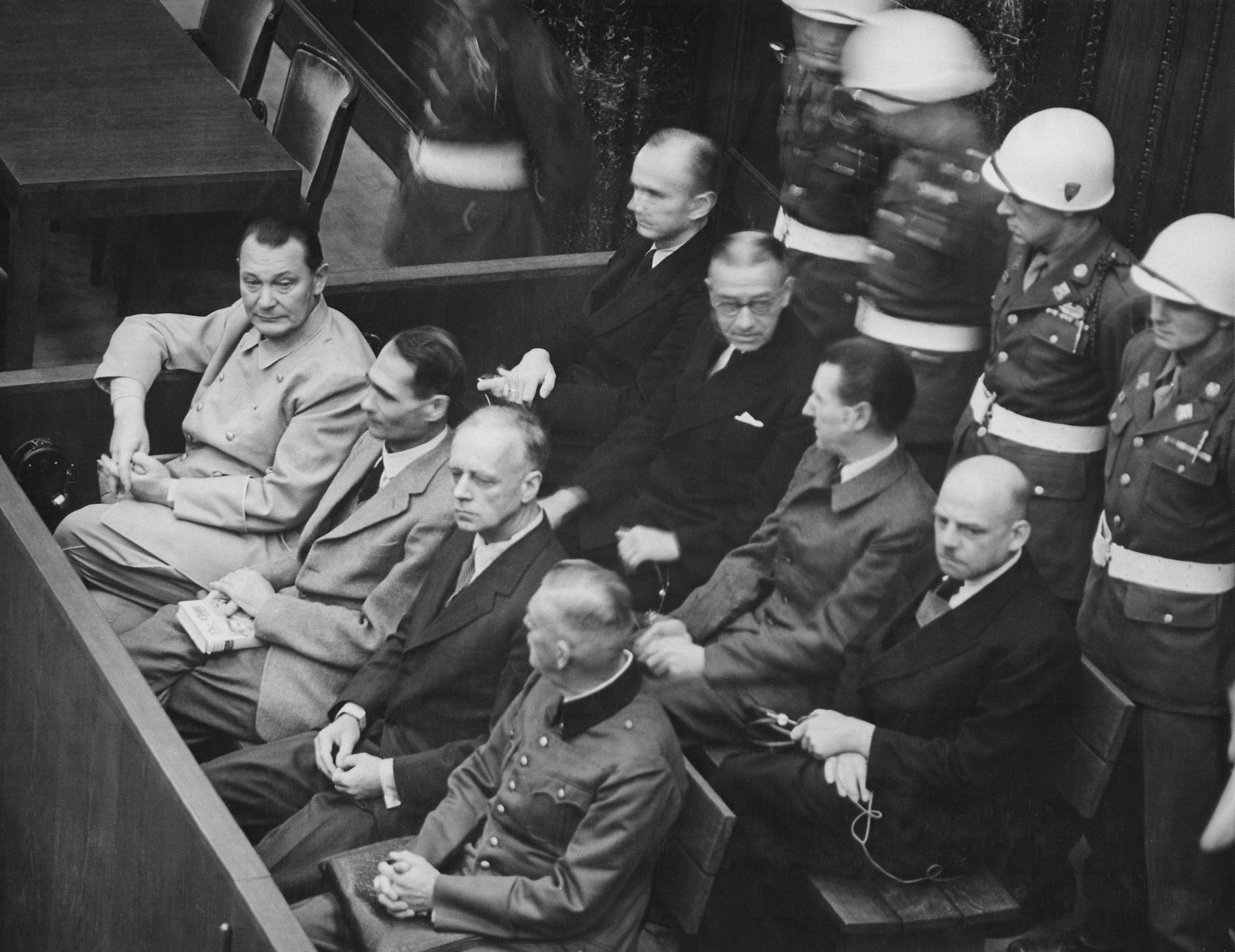
المتهمون في قفص الاتهام في محاكمات نورمبرج

أوامر عليا، والمعروفة أيضًا بعبارة "تنفيذ الأوامر فقط" أو "دفاع نورمبرغ"، هي مرافعة تُقدَّم في المحاكم للدفاع عن شخص – سواء كان مدنيًا، أو عسكريًا، أو ضمن قوات الشرطة – بهدف تجنب تحمُّل المسؤولية عن ارتكاب جرائم تمت بناءً على أوامر صادرة من قائد أعلى أو مسؤول رسمي. يُعتبر هذا الدفاع مكملاً لمبدأ مسؤولية القيادة.
أحد أشهر استخدامات هذا الدفاع كان من قِبَل المتهمين في محاكمات نورمبرغ التي أُجريت بين عامي 1945 و1946، كانت هذه المحاكمات سلسلة من المحاكم العسكرية التي نظمتها الدول الرئيسية المنتصرة في الحرب العالمية الثانية لمحاكمة أعضاء بارزين في القيادة السياسية والعسكرية والاقتصادية لألمانيا النازية المهزومة في الحرب. ووفقًا لميثاق لندن الخاص بالمحكمة العسكرية الدولية الذي قامت عليه هذه المحاكمات، تقرر أن الدفاع القائم على الأوامر العليا لم يعد كافيًا للإفلات من العقاب، بل يُمكن أن يؤدي فقط إلى تخفيف العقوبة.
إلى جانب المرافعة المحددة المستندة إلى الأوامر العليا دارت نقاشات متعددة حول كيفية استخدام هذا المفهوم العام أو عدم استخدامه في سياقات مختلفة، بما في ذلك الأحكام والأنظمة التي لم تكن بالضرورة جزءًا من محاكمات جرائم الحرب "بعد وقوعها". ومع ذلك، فإن هذه النقاشات والأحداث ذات الصلة ساهمت في توضيح تطور هذا الدفاع المحدد وتاريخ استخدامه.
تاريخيًا، تم استخدام مرافعة الأوامر العليا قبل وبعد محاكمات نورمبرغ مع صدور أحكام متناقضة، إلى أن صدر الحكم النهائي في القضية "المدعي العام ضد نتاكاندا" في المحكمة الجنائية الدولية.

## التاريخ

### قبل عام 1500
انظر أيضًا: مسؤولية القيادة

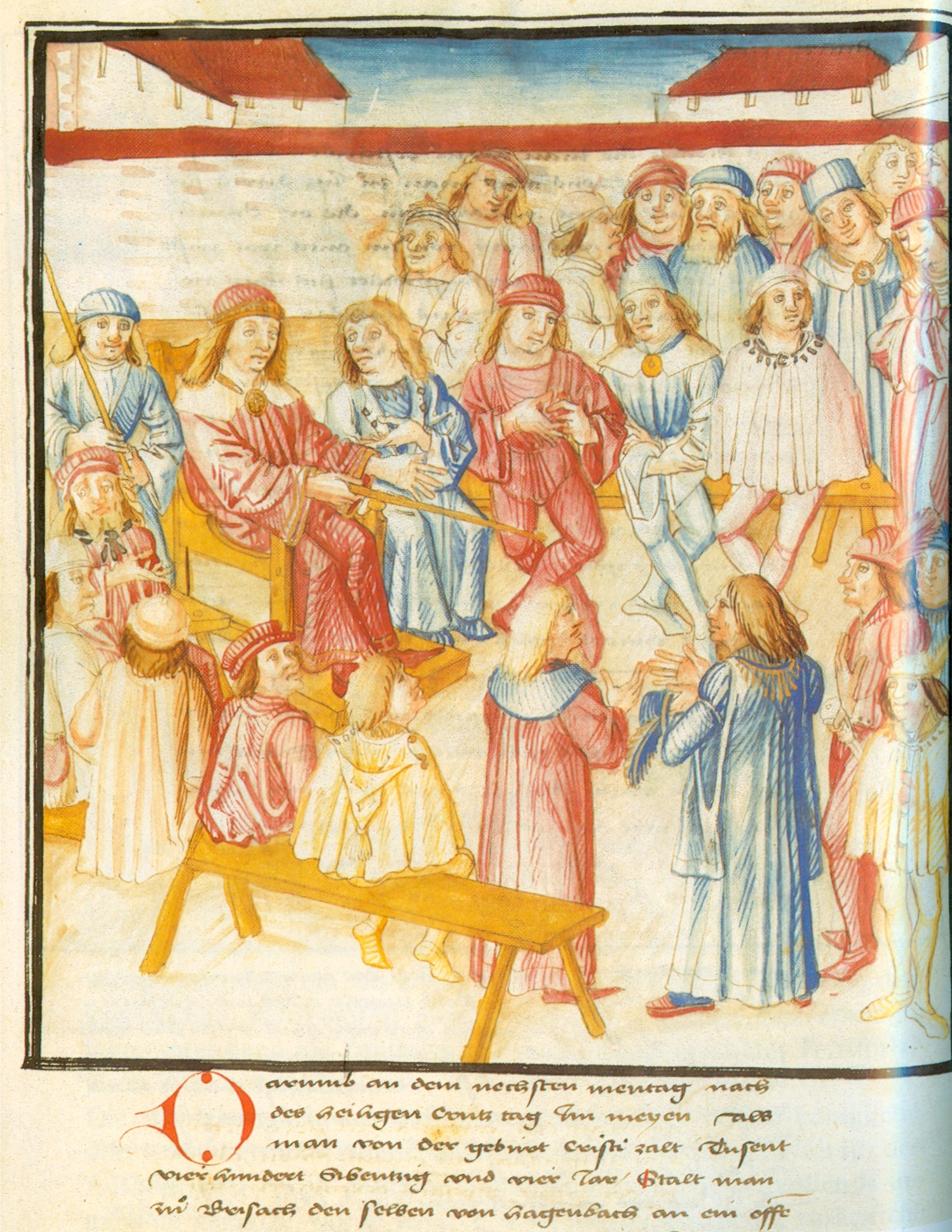
هاجنباخ في المحاكمة، من برنر كرونيك دي ديبولد شيلينغ الأكبر

في عام 1474 خلال محاكمة بيتر فون هاغنباخ أمام محكمة خاصة تابعة للإمبراطورية الرومانية المقدسة، تم الاعتراف لأول مرة على المستوى الدولي بواجب القادة العسكريين في التصرف بشكل قانوني.
تم تقديم هاغنباخ للمحاكمة بسبب الفظائع التي ارتكبها جنوده تحت قيادته على وجه التحديد، ولكن ليس بيده مباشرة، خلال احتلال مدينة بريزاخ. كان هذا المثال الأول في أوروبا الحديثة على مبدأ مسؤولية القيادة. وبما أنه أُدين بارتكاب جرائم "كان يُتوقع منه كفارس أن يمنع حدوثها"، دافع هاغنباخ عن نفسه قائلاً إنه كان ينفذ أوامر دوق بورغونيا، تشارلز الجريء، الذي منحته الإمبراطورية الرومانية المقدسة السيطرة على بريزاخ. ومع ذلك، تم رفض هذا الدفاع، وأدين هاغنباخ بجرائم حرب وأُعدم بقطع رأسه.

### 1900–1947

#### المحاكمة العسكرية لـ بريكر مورانت
خلال حرب البوير الثانية تم اتهام أربعة ضباط أستراليين (بريكر مورانت، بيتر هانكوك، هنري بيكتون، وجورج ويتون) ومحاكمتهم بتهمة ارتكاب عدد من جرائم القتل، بما في ذلك قتل أسرى استسلموا وتم نزع سلاحهم. وكان جزء كبير من دفاعهم يعتمد على أنهم كانوا ينفذون أوامر صادرة عن اللورد هربرت كتشنر بعدم "أخذ أسرى".
ومع ذلك، كانت هذه الأوامر المزعومة قد صدرت شفهيًا فقط، ونفاها كتشنر وطاقمه، ولم يتم تأكيدها في المحكمة. علاوة على ذلك، جادل المدعي العام بأن هذه الأوامر، حتى لو كانت موجودة، كانت "أوامر غير قانونية"، وتم تأييد هذا الرأي من قبل المحكمة، مما أدى إلى إدانة جميع المتهمين الأربعة.
وفي حكم ما زال يُعتبر في جنوب إفريقيا الحديثة مثالاً على إساءة تطبيق العدالة، تمت محاكمة القائد الفعلي لهؤلاء المتهمين، الكابتن ألفريد تايلور، الذي تُعتبر أفعاله على نطاق واسع أكثر وحشية ولا إنسانية، لكنه بُرئ من جميع التهم.

#### المحاكمات العسكرية الألمانية بعد الحرب العالمية الأولى
في 4 يونيو 1921 تم اختبار الحدود القانونية لدفاع "الأوامر العليا" خلال محاكمات لايبزيغ لجرائم الحرب التي حاكمت قدامى المحاربين العسكريين الألمان بتهم ارتكاب جرائم حرب مزعومة في الحرب العالمية الأولى أمام محكمة مدنية بعد توقيع معاهدة فرساي. واحدة من أشهر هذه المحاكمات كانت محاكمة كابتن-ليوتنانت كارل نيومان من الغواصة الألمانية SM UC-67، الذي أصدر أمرًا بإغراق السفينة البريطانية دوفر كاستل وهي سفينة مستشفى.
على الرغم من أن نيومان اعترف صراحةً بإغراق السفينة، فقد دافع عن نفسه بالقول إنه تصرف بناءً على تصريح من الأدميرالية الألمانية. وكانت الحكومة الألمانية الإمبراطورية قد اتهمت الحلفاء بانتهاك المواد 10 و11 من اتفاقية لاهاي لعام 1907 باستخدام سفن المستشفى لأغراض عسكرية، مثل نقل القوات السليمة. ونتيجة لذلك أصدرت البحرية الألمانية مرسومًا في 19 مارس 1917 يسمح لقادة الغواصات بإطلاق النار على سفن المستشفى التابعة للحلفاء تحت ظروف معينة.
قضت محكمة الرايخ وهي المحكمة العليا في ألمانيا آنذاك بتبرئة نيومان، مستندة إلى دفاعه بأنه كان يعتقد أن الغرق كان عملاً قانونيًا. وأكدت المحكمة كذلك أن "جميع الأمم المتحضرة تعترف بمبدأ أن المرؤوسين محميون بالأوامر الصادرة عن رؤسائهم".
كما أن العديد من المحاربين الألمان الآخرين الذين واجهوا محاكمات بتهم ارتكاب جرائم حرب في لايبزيغ حصلوا على البراءة باستخدام حجج مثل الجهل بالقانون أو الاستناد إلى دفاع الأوامر العليا. وقد تسبب ذلك في استياء كبير بين وسائل الإعلام والجمهور في دول الحلفاء. ومع ذلك، عندما لم يتمكن المتهمون في لايبزيغ من الادعاء بشكل معقول بأنهم لم يعرفوا أن الأوامر التي كانوا ينفذونها كانت جنائية، فإن هذا الدفاع لم يكن فعالاً.
على سبيل المثال، بعد غرق السفينة الكندية HMHS Llandovery Castle، تلقى الضباط الألمان لودفيغ ديثمار وجون بولدت من الغواصة SM U-86 أمرًا بإطلاق النار على الناجين العُزَّل من حطام السفينة، ونفّذوا الأمر. وُجد كلاهما مذنبين وحُكم عليهما بالسجن، على الرغم من وصمة العار العميقة التي كانت تلاحق ضباط الجيش في الثقافة الألمانية قبل عام 1945. ومع ذلك، تم إلغاء الحكم عند الاستئناف، حيث أُلقيت المسؤولية الأكبر على القائد السابق الهارب هيلموث برومر باتزيغ.
وفقًا للمؤرخ الأمريكي ألفريد دي زاياس، "بشكل عام، رفضت غالبية الشعب الألماني هذه المحاكمات، خاصةً لأن الحلفاء لم يقوموا بمحاسبة جنودهم على الجرائم بنفس الطريقة".
ومع ذلك، يُعتقد أن الاستياء من محاكمات لايبزيغ كان أحد الأسباب الرئيسية لإلغاء دفاع الأوامر العليا صراحةً في ميثاق لندن للمحكمة العسكرية الدولية بتاريخ 8 أغسطس 1945. ويُعزى هذا الإلغاء إلى جهود روبرت هـ. جاكسون، قاضي المحكمة العليا الأمريكية، الذي تم تعيينه رئيسًا للادعاء في محاكمات نورمبرغ.

#### قضية دوستلر
في 8 أكتوبر 1945 كان أنطون دوستلر هو أول جنرال ألماني تتم محاكمته بتهمة ارتكاب جرائم حرب أمام محكمة عسكرية أمريكية في قصر كاسيرتا الملكي. وُجهت إليه تهمة إصدار أمر بإعدام 15 جنديًا أمريكيًا تم أسرهم خلال عملية جيني الثانية في إيطاليا في مارس 1944. اعترف دوستلر بإصدار أمر الإعدام، لكنه ادعى أنه لا يمكن تحميله المسؤولية لأنه كان ينفذ أوامر رؤسائه.
كان إعدام أسرى الحرب في إيطاليا، الذي أمر به دوستلر، تنفيذًا لأمر الكوماندوز الصادر عن أدولف هتلر عام 1942، والذي نص على الإعدام الفوري لأي قوات كوماندوز من الحلفاء، سواء كانوا يرتدون الزي العسكري الرسمي أم لا، دون محاكمة إذا تم القبض عليهم من قبل القوات الألمانية.
رفضت المحكمة الدفاع القائم على "الأوامر العليا" وأدانت دوستلر بارتكاب جرائم حرب. حُكم عليه بالإعدام ونُفذ الحكم بإعدامه رميًا بالرصاص في الأول من ديسمبر 1945 في مدينة أفيرسا.
أصبحت قضية دوستلر سابقة قانونية للمبدأ الذي استُخدم في محاكمات نورمبرغ ضد الجنرالات والمسؤولين والقادة النازيين، والتي بدأت في نوفمبر 1945. ينص هذا المبدأ على أن استخدام الدفاع عن الأوامر العليا لا يعفي الضباط من المسؤولية عن تنفيذ الأوامر غير القانونية أو من محاسبتهم أمام القضاء. وتم تقنين هذا المبدأ في المبدأ الرابع من مبادئ نورمبرغ، ويشابه هذا المبدأ ما ورد في الإعلان العالمي لحقوق الإنسان لعام 1948.

#### محاكمات نورمبرغ بعد الحرب العالمية الثانية
انظر أيضًا: محاكمات نورمبرغ

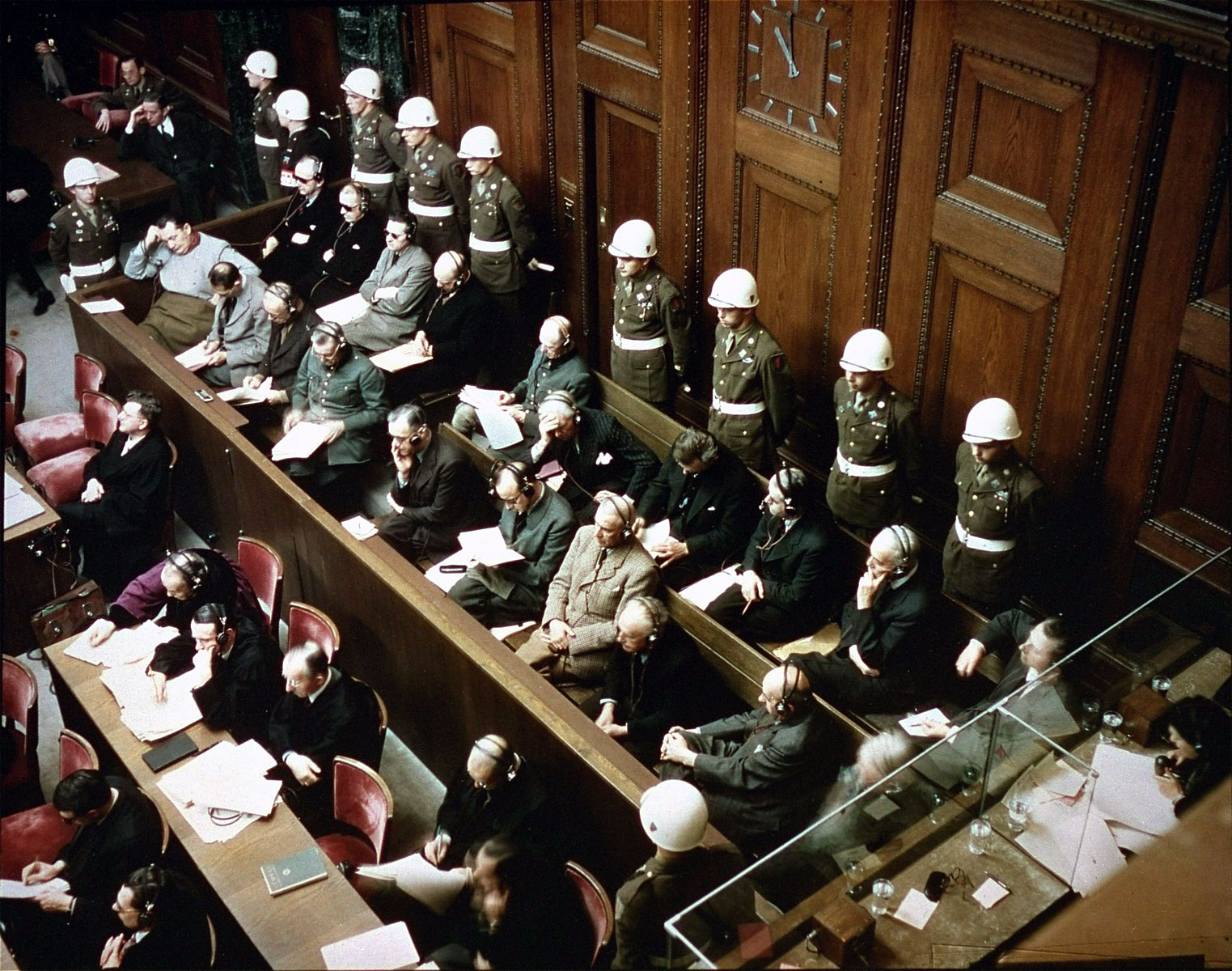
صورة للمحاكمة في نورمبرج، تظهر المتهمين تحت حراسة الشرطة العسكرية الأمريكية

خلال محاكمات نورمبرغ بين عامي 1945 و1946، أثيرت مسألة الدفاع القائم على الأوامر العليا مرة أخرى. قبل نهاية الحرب العالمية الثانية، كان الحلفاء يتوقعون استخدام هذا الدفاع، وأصدروا ميثاق لندن للمحكمة العسكرية الدولية، الذي نص صراحة على أن تنفيذ أمر غير قانوني ليس دفاعًا صالحًا ضد تهم جرائم الحرب.

بموجب المبدأ الرابع من مبادئ نورمبرغ، لا يُعتبر الدفاع القائم على الأوامر العليا مبررًا للإفلات من المسؤولية عن جرائم الحرب. ومع ذلك، يمكن اعتباره عاملًا مخففًا يُؤخذ في الاعتبار لتقليل العقوبة. وينص المبدأ الرابع على ما يلي:
"حقيقة أن الشخص تصرف بناءً على أمر من حكومته أو من رئيسه لا تعفيه من المسؤولية بموجب القانون الدولي، شريطة أن يكون لديه خيار أخلاقي في الواقع."
خلال المحاكمات، حاول فيلهلم كايتل، وألفريد يودل، وغيرهم من المتهمين استخدام هذا الدفاع دون نجاح. زعموا أنهم، رغم علمهم أو شكهم في عدم قانونية أوامر هتلر، كانوا مضطرين لتنفيذها بناءً على مبدأ الزعامة (بالألمانية: Führerprinzip) الذي كان يحكم النظام النازي، وأيضًا بسبب قسم الولاء الذي أدوه لهتلر. في معظم الحالات، وجدت المحكمة أن الجرائم التي ارتكبها المتهمون كانت بالغة الخطورة، بحيث لا يمكن اعتبار تنفيذ الأوامر عاملًا مخففًا للعقوبة.
قبل بدء المحاكمات، لم يكن هناك إجماع واضح بين الحلفاء بشأن محاكمة أسرى الحرب النازيين. كان ونستون تشرشل يميل إلى "إعدام القادة باعتبارهم خارجين عن القانون". بينما أراد السوفييت إجراء محاكمات مع افتراض مسبق بالإدانة.
وفقًا للقانون العسكري الألماني منذ عام 1872، كان القائد الأعلى يتحمل المسؤولية الكاملة عن أوامره، ولكن يمكن معاقبة المرؤوس على مشاركته إذا تجاوز حدود الأمر أو إذا كان يعلم أن الأمر غير قانوني. ومع ذلك، فإن النظام النازي لم يكلف نفسه عناء (أو كان مترددًا) في تقنين العديد من أفعاله غير القانونية (مثل قتل المدنيين دون محاكمة)، مما أتاح للمدعين في نورمبرغ فرصة للادعاء بأن المتهمين خالفوا القانون الألماني نفسه. لكن هذا الخط من الحجة نادرًا ما تم استخدامه.

#### دفاع نورمبرغ
اكتسبت المحاكمات شهرة واسعة لدرجة أن الدفاع عن "الأوامر العليا" أصبح يُشار إليه غالبًا بمصطلح "دفاع نورمبرغ"، وهو دفاع قانوني يستند إلى ادعاء المتهمين بأنهم "كانوا ينفذون الأوامر فقط" (بالألمانية:"Befehl ist Befehl"، وتعني حرفيًا "الأمر هو الأمر") وبالتالي لا يتحملون مسؤولية جرائمهم.
ومع ذلك، استخدم الجنرال الأمريكي تلفورد تايلور، الذي شغل منصب المستشار القانوني الرئيسي للولايات المتحدة خلال محاكمات نورمبرغ، مصطلح "دفاع نورمبرغ" بمعنى مختلف. أشار به إلى تبرير قدمه أولئك الذين رفضوا المشاركة في العمل العسكري (خصوصًا تدخل أمريكا في حرب فيتنام) بسبب اعتقادهم أن هذا التدخل غير قانوني.

### 1947–2000

#### محاكمة أيخمان عام 1961
برز الدفاع عن الأوامر العليا مجددًا في محاكمة مجرم الحرب النازي أدولف أيخمان عام 1961 في إسرائيل، وكذلك في محاكمة ألفريدو أستيز في الأرجنتين، الذي كان مسؤولًا عن العديد من حالات الاختفاء والاختطاف خلال آخر دكتاتورية عسكرية-مدنية في البلاد (1976–1983). فرضت هذه الدكتاتورية إرهابًا مدعومًا من الدولة على السكان، مما أدى، وفقًا للعديد من المصادر، إلى ما اعتُبر إبادة جماعية.
شهدت الخمسينيات والستينيات بروز دفاع "حالة الطوارئ للأوامر" (بالألمانية: Befehlsnotstand)، وهو مفهوم يشير إلى حالة يتم فيها إصدار أمر ينتهك القانون، ولكن رفض تنفيذه قد يؤدي إلى عواقب وخيمة على الشخص الرافض. كان هذا الدفاع ناجحًا إلى حد كبير في محاكمات جرائم الحرب في ألمانيا.[بحاجة إلى توضيح] ومع ذلك، تغيرت الأمور مع تشكيل المكتب المركزي لإدارة العدالة الحكومية للتحقيق في جرائم النازية، حيث كشفت أبحاثه أن رفض الأوامر غير القانونية لم يكن يؤدي إلى عقوبات.

#### القانون الإسرائيلي منذ عام 1956
في عام 1957، وضعت المنظومة القانونية الإسرائيلية مفهوم "الأمر غير القانوني بشكل صارخ" لتحديد الحالات التي يجب فيها على الأفراد العسكريين (أو الأمنيين) تنفيذ الأوامر، والحالات التي يتعين عليهم فيها رفض تنفيذها. تم توضيح هذا المفهوم لأول مرة في محاكمة مجزرة كفر قاسم عام 1957.

ناقشت المحكمة لأول مرة مسألة متى يكون على أفراد الأمن الإسرائيليين عصيان الأوامر غير القانونية. قرر القضاة أن الجنود ليسوا ملزمين بفحص كل أمر بالتفصيل لتحديد قانونيته، ولا يحق لهم عصيان الأوامر بناءً على شعور شخصي فقط بأنها قد تكون غير قانونية. ولكن، هناك أوامر تكون غير قانونية بشكل صارخ ويجب عصيانها. ومن أبرز كلمات القاضي بنيامين هاليفي، التي ما زالت تُقتبس كثيرًا:
"العلامة الفارقة للأمر غير القانوني بشكل صارخ هي أنه يجب أن يرفرف فوقه، كعلم أسود، تحذير يقول: 'ممنوع!'، وهي حالة من عدم الشرعية التي تخترق العين وتثير القلب، إذا لم تكن العين عمياء أو القلب قاسيًا أو فاسدًا."
إيتاي هفيف، نقيب احتياط وأحد الموقعين على رسالة "الشجاعة في الرفض" لعام 2002، أعرب عن عدم رضاه عن خدمته في جيش الدفاع الإسرائيلي وقال:
"لمدة 35 عامًا كان علم أسود يرفرف بفخر فوق رؤوسنا، لكننا رفضنا رؤيته."

 تشير مذكرة ترجمة إلى مبدأ "العلم الأسود"، لكنها تضيف:

 "في 45 عامًا مرت منذ ذلك الحين [الحكم]، لم يتم حماية أي جندي واحد من قبل محكمة عسكرية لرفضه تنفيذ أمر لأنه كان أمرًا يحمل 'علمًا أسود'."

#### مجزرة ماي لاي (1968)
في أعقاب مجزرة ماي لاي عام 1968، استُخدم الدفاع عن تنفيذ الأوامر خلال محاكمة وليام كالي العسكرية. جادل البعض بأن نتيجة محاكمة ماي لاي شكلت تراجعًا عن قوانين الحرب التي وُضعت في محاكمات نورمبرغ وطوكيو لجرائم الحرب. وصرّح وزير الجيش الأمريكي هوارد كالواي في صحيفة نيويورك تايمز بأن عقوبة كالي خُففت لأنه اعتقد أن ما فعله كان جزءًا من الأوامر الموكلة إليه. استخدم كالي العبارة الدقيقة "فقط أطيع الأوامر" عندما واجهه جندي أمريكي آخر، هيو تومسون، بشأن المجزرة الجارية.

في قضية الولايات المتحدة ضد كينان، أُدين المتهم بتهمة القتل بعد تنفيذه أمرًا بإطلاق النار على مواطن فيتنامي مسن وقتله. قضت محكمة الاستئناف العسكرية:
"لا يُعد التبرير للأفعال المرتكبة بموجب الأوامر موجودًا إذا كانت الأوامر من النوع الذي يدرك شخص عادي أنها غير قانونية".

أما الجندي الذي أصدر الأمر غير القانوني، العريف لوتزكو، فقد بُرئ بسبب إصابته بالجنون.

#### محاكمة إيمري فينتا في كندا (1987)
في عام 1987، حاكمت الحكومة الكندية المتعاون النازي المجري إيمري فينتا بموجب تشريعاتها لجرائم الحرب. اتُهم فينتا بتنظيم ترحيل أكثر من 8,000 يهودي إلى معسكرات الموت النازية خلال الحرب العالمية الثانية. تم تبرئته بحجة أنه كان ينفذ أوامر من رؤسائه. تُعد المحاكم الكندية الوحيدة في العالم التي قبلت هذا الدفاع.

#### نظام روما الأساسي للمحكمة الجنائية الدولية (1998)
تم الاتفاق على نظام روما الأساسي عام 1998 ليكون الوثيقة التأسيسية لـلمحكمة الجنائية الدولية التي تهدف إلى محاكمة المتهمين بارتكاب جرائم دولية جسيمة. ينص المادة 33 من النظام، بعنوان "الأوامر العليا والتطبيق القانوني":
1. لا يُعفى الشخص من المسؤولية الجنائية عند تنفيذ الأوامر إلا إذا:
  - كان تحت التزام قانوني بطاعة الأوامر؛
  - لم يكن يعلم أن الأوامر غير قانونية؛
  - ولم تكن الأوامر غير قانونية بشكل واضح.
2. تُعتبر الأوامر المتعلقة بارتكاب الإبادة الجماعية أو الجرائم ضد الإنسانية غير قانونية بشكل واضح دائمًا.

### 2000 - حتى الآن

#### الإجراءات القانونية ضد جيريمي هينزمان في كندا
انظر أيضًا: معارضو حرب العراق في كندا
أثير مبدأ نورمبرغ الرابع، المتعلق بمسؤولية الفرد، في قضية هينزمان ضد كندا. كان جيريمي هينزمان جنديًا هاربًا من الجيش الأمريكي ادّعى حق اللجوء في كندا بصفته معارضًا ضميريًا، وهو واحد من العديد من مقاومي حرب العراق. أشار محامي هينزمان، جيفري هاوس، إلى شرعية حرب العراق كعامل مؤثر في القضية.
أصدرت المحكمة الفيدرالية حكمها في 31 مارس 2006 ورفضت طلب اللجوء.

في القرار، تناولت القاضية آن ل. ماكتافيش مسألة المسؤولية الشخصية بقولها:
"يجب أن يكون الفرد مشتركًا في مستوى صنع السياسات ليكون مسؤولًا عن جريمة ضد السلام... الجندي العادي ليس من المتوقع أن يُجري تقييمًا شخصيًا لشرعية الصراع. وبالمثل، لا يمكن تحميل مثل هذا الفرد المسؤولية الجنائية عن القتال لدعم حرب غير قانونية، بشرط أن يكون سلوكه الشخصي أثناء الحرب سليمًا".
في 15 نوفمبر 2007، رفضت المحكمة العليا في كندا طلب الاستئناف في القضية دون تقديم أسباب.

### الإجراءات القانونية ضد إيرن واتادا في الولايات المتحدة
في يونيو 2006 خلال حرب العراق، رفض إيرن واتادا الذهاب إلى العراق معتقدًا أن الحرب تُعتبر جريمة ضد السلام (شن حرب عدوانية لأغراض التوسع الإقليمي)، وأن ذلك قد يجعله عرضة للمساءلة وفقًا لمبدأ المسؤولية القيادية.
في هذه القضية حكم القاضي بأن الجنود بشكل عام ليسوا مسؤولين عن تحديد ما إذا كان الأمر بالذهاب إلى الحرب قانونيًا، بل هم مسؤولون فقط عن تنفيذ الأوامر المتعلقة باستخدام القوة العسكرية في تطبيقات محددة، مثل إطلاق النار على المدنيين أو معاملة أسرى الحرب بما يتعارض مع اتفاقيات جنيف.
يتوافق هذا الحكم مع الدفاع الذي طُرح في محاكمات نورمبرغ، حيث لم يُتهم سوى القادة المدنيين والعسكريين من دول المحور بجرائم ضد السلام، بينما لم يتحمل المسؤولون العسكريون الأدنى هذه التهم.
استنادًا إلى هذا المبدأ، طورت القوانين الدولية مفهوم المسؤولية الجنائية الفردية عن جرائم الحرب، مما أدى إلى صياغة مبدأ المسؤولية القيادية الحالي.

#### الإجراءات القانونية ضد فاديم شيشيمارين في أوكرانيا
في 28 فبراير 2022 خلال الغزو الروسي لأوكرانيا، أطلق الرقيب الروسي فاديم شيشيمارين النار على مدني أوكراني أعزل يُدعى ألكسندر شيليبوف، وهو رجل يبلغ من العمر 62 عامًا.
بدأت محاكمته في 13 مايو 2022، وفي 18 مايو، اعترف شيشيمارين بذنبه في القتل. في 20 مايو طلب محاميه من المحكمة تبرئته من تهمة جرائم الحرب، بحجة أن موكله لم يكن ينوي القتل بل كان ينفذ الأمر شكليًا بعد أن رفضه مرتين تحت ضغط من جنود آخرين. كما أشار إلى أن الطلقات أُطلقت دون تصويب، ومن مركبة متحركة بإطار معطوب، وأن رصاصة واحدة فقط من الدفعة أصابت الهدف.
| التاريخ | السياق السابق           | الاختصاص القضائي / صانع القرار                                  | المدعى عليه أو القضية                                                            | "مسؤول" على الرغم من الأوامر العليا        | "غير مسؤول" بسبب الأوامر العليا            |
| ------- | ----------------------- | --------------------------------------------------------------- | -------------------------------------------------------------------------------- | ------------------------------------------ | ------------------------------------------ |
| 1474    | احتلال برايزاخ          | محكمة مؤقتة للإمبراطورية الرومانية المقدسة                      | بيتر فون هاجنباخ                                                                 | نعم                                        |                                            |
| 1921    | الحرب العالمية الأولى   | المحكمة العليا في ألمانيا (المحاكمات بعد الحرب العالمية الأولى) | الملازم كارل نيومان وآخرون                                                       |                                            | نعم                                        |
| 1945    | الحرب العالمية الثانية  | محاكمات نورنبيرغ بعد الحرب العالمية الثانية                     | جميع المتهمين                                                                    | نعم                                        |                                            |
| 1998    | التحضير لحالات مستقبلية | نظام روما الأساسي للمحكمة الجنائية الدولية                      | القضايا المستقبلية بموجب المادة 33 من نظام روما الأساسي للمحكمة الجنائية الدولية | في حالات الإبادة الجماعية وربما حالات أخرى | في حالات الإبادة الجماعية وربما حالات أخرى |
| 2006    | حرب العراق              | القاضية آن ل. ماكتافيش – المحكمة الفيدرالية (كندا)              | جيريمي هينزمان (مقدم طلب اللجوء)                                                 |                                            | ما يعادل نعم                               |
| 2022    | الغزو الروسي لأوكرانيا  | سيرجي أجافونوف                                                  | فاديم شيشيمارين                                                                  | نعم                                        |                                            |

ملاحظة: الصفوف الصفراء في الجدول تشير إلى حالات استخدم فيها دفاع الأوامر العليا بشكل محدد في محاكمات جرائم الحرب، مقابل مجرد الإشارة إلى المفهوم العام للأوامر العليا.

## الحجج
تُستخدم الحجة القانونية في الحالات التي قد يكون فيها الأمر الصادر من جهة عليا قانونيًا على المستوى الوطني ولكنه غير قانوني بموجب القانون الدولي، وفقًا لمبدأ نورمبرغ الرابع، فإن هذا الأمر "غير القانوني" يخلق مأزقًا قانونيًا في حالات رفض تنفيذ الأمر، مما قد يؤدي إلى عقوبات قانونية على المستوى الوطني، وتنفيذ الأمر مما قد يؤدي إلى عقوبات قانونية على المستوى الدولي.
- مبدأ نورمبرغ الثاني يواجه هذا المأزق مباشرة بالنص على:"حقيقة أن القانون الداخلي لا يفرض عقوبة على فعل يشكل جريمة بموجب القانون الدولي لا تعفي الشخص الذي ارتكب الفعل من المسؤولية بموجب القانون الدولي".[41]

- يركز مبدأ نورمبرغ الرابع على مسألة الاختيار الأخلاقي:"حقيقة أن الشخص تصرف بناءً على أوامر حكومته أو رئيسه لا تعفيه من المسؤولية بموجب القانون الدولي، شريطة أن يكون الخيار الأخلاقي متاحًا له بالفعل".

في حالات الخيارات الأخلاقية أو المعضلات الأخلاقية، غالبًا ما يُتخذ القرار بالرجوع إلى أخلاقيات أعلى، مثل "قاعدة الذهب" (مبدأ المعاملة بالمثل)، التي تنص على أن للفرد الحق في معاملة عادلة وبالتالي يتحمل مسؤولية متبادلة لضمان العدالة للآخرين.
- وفقًا للتلمود البابلي: "لا يوجد رسول في حالة الخطيئة"، مما يعني أن الشخص الذي يُرسل للقيام بعمل شرير لا يمكنه الدفاع عن تصرفه بحجة أنه كان مجرد رسول.

- تفسير يوسف تلشكن:"إذا أُرسل شخص لتنفيذ عمل شرير، فإنه لا يمكنه تبرير تصرفه بقوله إنه كان ينفذ أوامر الآخرين. الشخص الذي ينفذ العمل الشرير يتحمل مسؤولية الشر الذي يفعله".[42]

الأساس الديني هو أن قانون الله (أي الأخلاق) يتفوق على القانون البشري.
الحجة القانونية ضد الدفاع هي أنه لا يتماشى دفاع "الأوامر العليا" مع التعريفات القانونية التقليدية للمسؤولية الجنائية:
يفرق المبدأ الجنائي التقليدي يفرق بين:
- المسؤول الأساسي: الشخص المسؤول مباشرة عن الجريمة.
- الشركاء والإكسسوارات: من يتحملون مسؤولية أقل ولكنهم مع ذلك عرضة للمساءلة القانونية.

وهناك مقترح عقلاني بوجوب أن يكون كل فرد ملزمًا قانونيًا بعزل أي قائد يصدر أمرًا غير قانوني بشكل واضح لقواته، كوسيلة للتحقق من سلاسل القيادة التنظيمية.
يدعم مبدأ نورمبرغ الرابع الأساس الدولي لدحض دفاع "الأوامر العليا" بالتوازي مع:
- الإعلان العالمي لحقوق الإنسان: المواد المتعلقة بالاعتراض الضميري.
- دليل إجراءات تحديد وضع اللاجئين الصادر عن مفوضية الأمم المتحدة لشؤون اللاجئين والذي يُحدد الحالات التي يمكن فيها للمعترضين ضميريًا طلب اللجوء في بلد آخر إذا كانوا يواجهون اضطهادًا في بلدهم لرفضهم المشاركة في حرب غير قانونية.

## فهارس
- Yoram Dinstein: The Defence of Obedience to Superior Orders in International Law, Sijthoff-Leyden, 1965.
- Paola Gaeta: The Defence of Superior Orders: The Statute of the International Criminal Court versus Customary International Law, pdf, European Journal of International Law, 1999.
- Matthew Lippman: Conundrums of Armed Conflict: Criminal Defenses to Violations of the Humanitarian Law of War pdf, Penn State International Law Review, 1996, Volume 15.